# K. A. Applegate

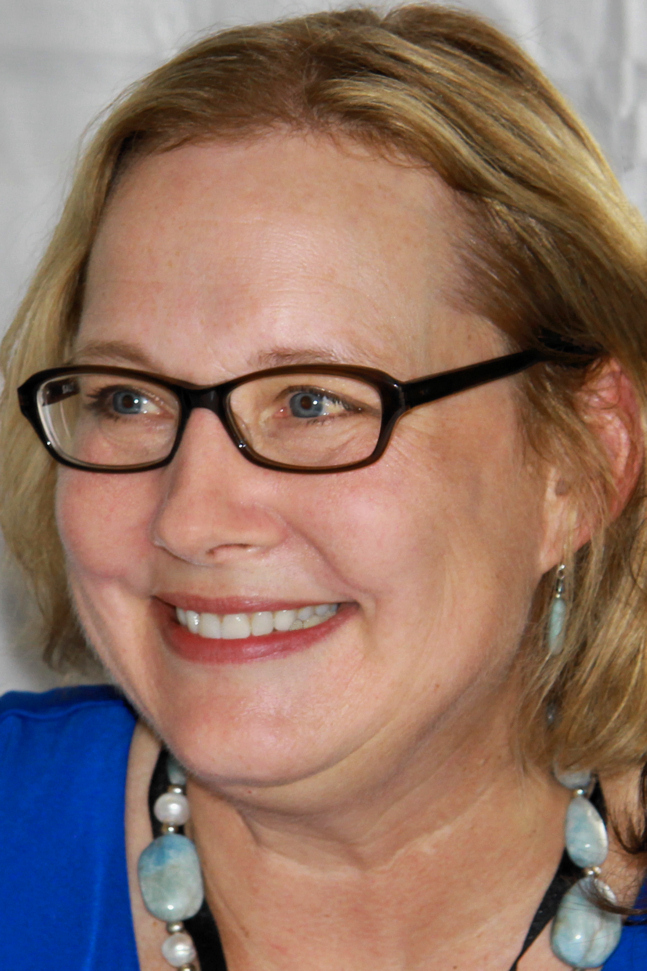
Katherine Applegate 2013

Katherine Alice Applegate (geboren am 9. Oktober 1956 in Ann Arbor, Michigan) ist eine amerikanische Autorin von  Jugendbüchern. Sie veröffentlicht meist unter dem Autorennamen K. A. Applegate, hat aber auch diverse Pseudonyme verwendet, darunter Katherine Kendall, A. R. Plumb und Nicholas Stevens. Bekannt ist sie vor allem durch ihre Jugend-Science-Fiction-Serie Animorphs.

## Leben
Applegate studierte Tiermedizin, bevor sie sich entschloss, Autorin zu werden. Sie begann damit, ab 1993 teils unter Pseudonym serienweise Mädchenbücher und Liebesromane zu schreiben, auch in zwei Disney-Buchreihen war sie Autorin.
Die ersten Bücher der Animorphs-Serie, durch die sie dann bekannt wurden, schrieb Applegate zusammen mit ihrem Mann, dem Schriftsteller Michael Grant, den sie am College der University of Texas kennengelernt hatte. Inzwischen sind über 50 Bände der Hauptserie erschienen, weitere in mehreren Nebenserien, von denen ein großer Teil ins Deutsche übersetzt worden ist. Die Serie handelt von einer Gruppe von Jugendlichen, die durch einen sterbenden Außerirdischen die Gabe erhalten, sich in jedes Tier zu verwandeln, das sie berühren. Inzwischen wurde Animorphs auch als Nickelodeon-Fernsehserie adaptiert.
Everworld ist eine 12-bändige Serie von Jugend-Fantasy-Romanen, in der vier Kinder aus unserer Welt und ein Mädchen aus der Fantasywelt Everworld dort allerlei gefährliche Abenteuer bestehen müssen.
2007 gewann ihr Roman Home of the Brave über einen sudanesischen Flüchtling in den USA den Golden Kite Award der Society of Children's Book Writers and Illustrators.
Ihr Roman The One and Only Ivan wurde 2013 mit der Newbery Medal ausgezeichnet. Der Roman wird aus der Perspektive eines Gorillas erzählt, der  seit vielen Jahren in einem Einkaufszentrum als Besucherattraktion einsam in einem Glaskäfig sitzt. Anregung zu dem Roman war ein Bericht der New York Times über einen die gerichtlichen Auseinandersetzungen um das Schicksal des Gorillas Ivan, der seit 26 Jahren das Schaustück in der B & I Shopping Mall in Tacoma gewesen war. Die Verfilmung Der einzig wahre Ivan von Regisseurin Thea Sharrock, eine Mischung aus Animation und Realfilm, startete im August 2020 in den USA.
Auch in Wishtree von 2017 verwendet Applegate einen nichtmenschlichen Erzähler, hier ist es Red, ein alter Eichenbaum, der zusammen mit einigen Baumbewohnern versucht, einem 10-jährigen Muslimmädchen zu helfen, das unter den Feindseligkeiten einer fremdenfeindlichen Umgebung zu leiden hat – während Red unter den immer häufigeren Dürresommer leiden muss.
Neben den unter eigenem Namen erschienenen Serien und Büchern veröffentlichte Applegate unter Pseudonym:
- als L. E. Blair: Reihe Girl Talk
- als Katherine Kendall Liebesromane im Harlequin-Verlag
- als Beth Kincaid: Reihe Silver Creek Riders
- als A. R. Plumb und unter eigenem Namen: Disney’s Aladdin
- als Pat Pollari: Reihe Barf-O-Rama

Applegate hat zwei Töchter. Die Familie lebt in Tiburon in Kalifornien.

## Bibliografie

### Animorphs
Animorphs – Sie werden dich verändern
Die deutschen Übersetzungen von Christoph Arndt erschienen im Ravensburger Buchverlag, Ravensburg.
- 1 The Invasion (1996)
  - Deutsch: Die Invasion. 1998, ISBN 3-473-34851-1.
- 2 The Visitor (1996)
  - Deutsch: Der Besucher. 1998, ISBN 3-473-34852-X.
- 3 The Encounter (1996)
  - Deutsch: Die Begegnung. 1998, ISBN 3-473-34853-8.
- 4 The Message (1996)
  - Deutsch: Die Botschaft. 1998, ISBN 3-473-34854-6.
- 5 Animorphs #5: The Predator (2011)
  - Deutsch: Der Raub. 1998, ISBN 3-473-34855-4.
- 6 The Capture (2012)
  - Deutsch: Die Beute. 1998, ISBN 3-473-34856-2.
- 7 The Stranger (1997)
  - Deutsch: Der Fremde. 1998, ISBN 3-473-34857-0.
- 8 The Alien (1999)
  - Deutsch: Der Alien. 1998, ISBN 3-473-34858-9.
- 9 The Secret (1997)
  - Deutsch: Das Geheimnis. 1999, ISBN 3-473-34859-7.
- 10 The Android (1997)
  - Deutsch: Der Android. 1999, ISBN 3-473-34860-0.
- 11 The Forgotten (1997)
  - Deutsch: Das Unheimliche. 1999, ISBN 3-473-34861-9.
- 12 The Reaction (1997)
  - Deutsch: Der Schock. 1999, ISBN 3-473-34862-7.
- 13 The Change (1997)
  - Deutsch: Die Verwandlung. 1999, ISBN 3-473-34863-5.
- 14 The Unknown (1998)
  - Deutsch: Das Ungewisse. 1999, ISBN 3-473-34864-3.
- 15 The Escape (1998)
  - Deutsch: Die Flucht. 2000, ISBN 3-473-34865-1.
- 16 The Warning (1998)
  - Deutsch: Die Warnung. 2000, ISBN 3-473-34866-X.
- 17 The Underground (1998)
  - Deutsch: Im Untergrund. 2000, ISBN 3-473-34867-8.
- 18 The Decision (1998)
  - Deutsch: Die Entscheidung. 2000, ISBN 3-473-34868-6.
- 19 The Departure (1998)
  - Deutsch: Der Ausstieg. 2000, ISBN 3-473-34869-4.
- 20 The Discovery (1998)
  - Deutsch: Die Entdeckung. 2001, ISBN 3-473-34870-8.
- 21 The Threat (1998)
  - Deutsch: Die Drohung. 2001, ISBN 3-473-34871-6.
- 22 The Solution (1998)
  - Deutsch: Die Lösung. 2001, ISBN 3-473-34872-4.
- 23 The Pretender (1998)
  - Deutsch: Der Erbe. 2001, ISBN 3-473-34873-2.
- 24 The Suspicion (1998)
  - Deutsch: Der Verdacht. 2002, ISBN 3-473-34874-0.
- 25 The Extreme (1999)
  - Deutsch: Das Extrem. 2002, ISBN 3-473-34875-9.
- 26 The Attack (1999)
  - Deutsch: Die Attacke. 2002, ISBN 3-473-34876-7.
- 27 The Exposed (1999)
  - Deutsch: Die Enthüllung. 2002, ISBN 3-473-34877-5.
- 28 The Experiment (1999)
  - Deutsch: Das Experiment. 2003, ISBN 3-473-34878-3.
- 29 The Sickness (1999)
  - Deutsch: Der Parasit. ca. 2003, ISBN 978-3-473-34879-4.
- 30 The Reunion (1999)
  - Deutsch: Die Rache. 2004, ISBN 3-473-34880-5.
- 31 The Conspiracy (2000)
- 32 The Separation (2000)
- 33 The Illusion (1999)
- 34 The Prophecy (1999)
- 35 The Proposal (1999)
- 36 The Mutation (1999)
- 37 The Weakness (2000)
- 38 The Arrival (2000)
- 39 The Hidden (2001)
- 40 The Other (2001)
- 41 The Familiar (2000)
- 42 The Journey (2001)
- 43 The Test (2000)
- 44 The Unexpected (2000)
- 45 The Revelation (2000)
- 46 The Deception (2000)
- 47 The Resistance (2000)
- 48 The Return (2000)
- 49 The Diversion (2001)
- 50 The Ultimate (2001)
- 51 The Absolute (2001)
- 52 The Sacrifice (2001)
- 53 The Answer (2001)
- 54 The Beginning (2001)

Megamorphs
Die deutschen Übersetzungen von Christoph Arndt erschienen im Ravensburger Buchverlag, Ravensburg.
- 1 The Andalite’s Gift (1997)
  - Deutsch: Das Vermächtnis der Andaliten. Ravensburger Taschenbuch #2148, 1999, ISBN 3-473-52148-5.
- 2 In the Time of Dinosaurs (1998)
  - Deutsch: Zur Zeit der Dinosaurier. Ravensburger Taschenbuch #2161, 2000, ISBN 3-473-52161-2.
- 3 Elfangor’s Secret (1999)
  - Deutsch: Elfangors Geheimnis. Ravensburger Taschenbuch #52176, 2001, ISBN 3-473-52176-0.
- 4 Back to Before (2000)

The Animorph Chronicles
- The Hork-Bajir Chronicles (1998)
- Animorphs: Visser (1999)
- The Ellimist Chronicles (2000)

The Animorph Chronicles – The Andalite Chronicles
- 1 Elfangor’s Journey (1997, in: K. A. Applegate: The Andalite Chronicles)
- 2 Alloran’s Choice (1997, in: K. A. Applegate: The Andalite Chronicles)
- 3 An Alien Dies (1997)
- The Andalite Chronicles (1997)

Alternamorphs / Alternamorphder Albtraum beginnt
- 1 The First Journey (1999; mit Tonya Alicia Martin)
- 2 The Next Passage (2000; mit Emily Costello)
- Die erste Reise / Die nächste Begegnung. Übersetzt von Christoph Arndt. Ravensburger Buchverlag (Ravensburger Taschenbuch #54183), Ravensburg 2002, ISBN 3-473-54183-4 (Sammelausgabe von 1 und 2).

### Romanreihen
Die Serien sind nach dem Erscheinungsjahr des ersten Teils geordnet.
Ocean City / Making Waves
- 1 Making Waves (1993)
- 2 Tease (1993)
- 3 Sweet (1993)
- 4 Thrill (1993)
- 5 Heat (1994)
- 6 Heat Wave (1994)
- 7 Bonfire (1994)
- 8 Swept Away (1995)
- 9 Shipwrecked (1995)
- 10 Beach Party (1995)
- 11 Forever (1995)

Making Out / Boyz ’n’ girls
Nur die ersten 8 Titel der Reihe sind von Applegate. Die restlichen Titel wurden von einem Ghostwriter verfasst.
Die deutschen Übersetzungen sind von Angelika Eisold-Viebig und erschienen im Arena Verlag, Würzburg. Der 29. Band erschien nur in Deutschland, es gibt kein englischsprachiges Original.
- 1 Zoey Fools Around (1994)
  - Deutsch: Alles wegen Zoey. 1998, ISBN 3-401-04744-2.
- 2 Jake Finds Out (1994)
  - Deutsch: Trouble mit Jake. 1997, ISBN 3-401-04745-0.
- 3 Nina Won't Tell (1994)
  - Deutsch: Nina, heimlich verliebt. 1997, ISBN 3-401-04746-9.
- 4 Ben's In Love (1994)
  - Deutsch: Ben, total verknallt. 1999, ISBN 3-401-04747-7.
- 5 Claire Gets Caught (1994)
  - Deutsch: Typisch Claire! 1999, ISBN 3-401-04781-7.
- 6 What Zoey Saw (1994)
  - Deutsch: Zoey flippt aus. 1997, ISBN 3-401-04782-5.
- 7 Lucas Gets Hurt (1994)
  - Deutsch: Lucas – Liebe mal zwei. 1998, ISBN 3-401-04798-1.
- 8 Aisha Goes Wild (1994)
  - Deutsch: Aisha steht Kopf. 1998, ISBN 3-401-04799-X.
- 9 Zoey Plays Games (1996)
  - Deutsch: Zoey spielt mit dem Feuer. 1999, ISBN 3-401-04721-3.
- 10 Nina Shapes Up (1996)
  - Deutsch: Nina hats getan. 1999, ISBN 3-401-04951-8.
- 11 Ben Takes a Chance (1996)
  - Deutsch: Bens große Chance. 1999, ISBN 3-401-04952-6.
- 12 Claire Can't Lose (1996)
  - Deutsch: Claire will’s wissen. 2000, ISBN 3-401-05021-4.
- 13 Don't Tell Zoey (1996)
  - Deutsch: Eine Rivalin für Zoey. 2000, ISBN 3-401-05022-2.
- 14 Aaron Lets Go (1996)
  - Deutsch: Aaron lässt nicht locker. 2000, ISBN 3-401-05030-3.
- 15 Who Loves Kate? (1996)
  - Deutsch: Kate, völlig verzaubert. 2000, ISBN 3-401-05031-1.
- 16 Lara Gets Even (1996)
  - Deutsch: Lara gibt nicht auf. 2001, ISBN 3-401-05032-X.
- 17 Two-Timing Aisha (1996)
  - Deutsch: Aisha – Liebe im Doppelpack. 2001, ISBN 3-401-05033-8.
- 18 Zoey Speaks Out (1996)
  - Deutsch: Zoey kann nicht schweigen. 2001, ISBN 3-401-05034-6.
- 19 Kate Finds Love (1997)
  - Deutsch: Kate, verrückt vor Liebe. 2001, ISBN 3-401-05276-4.
- 20 Never Trust Lara (1997)
  - Deutsch: Lara spielt falsch. 2002, ISBN 3-401-05321-3.
- 21 Trouble with Aaron (1997)
  - Deutsch: Aaron kann’s nicht lassen. 2002, ISBN 3-401-05322-1.
- 22 Always Loving Zoey (1997)
  - Deutsch: Zoey darf es nie erfahren. 2002, ISBN 3-401-05380-9.
- 23 Don't Forget Lara (1997)
  - Deutsch: Triumph für Lara. 2002, ISBN 3-401-05381-7.
- 24 Now Zoey's Alone (1997)
  - Deutsch: Zoey will die Wahrheit wissen. 2003, ISBN 3-401-05480-5.
- 25 Lara Gets Lucky (1997)
  - Deutsch: Laras letztes Spiel. 2003, ISBN 3-401-05543-7.
- 26 Zoey's Broken Heart (1998)
  - Deutsch: Zoey kann nicht verzeihen. 2004, ISBN 3-401-05584-4.
- 27 Falling for Claire (1998)
  - Deutsch: Claire voller Zweifel. 2004, ISBN 3-401-05585-2.
- 28 Zoey Comes Home (1998)
  - Deutsch: Zoey kehrt zurück. 2005, ISBN 3-401-05586-0.
- 29 -
  - Deutsch: Nina – hoffnungslos romantisch. 2006, ISBN 3-401-05869-X.

Disney’s The Little Mermaid
- 7 King Triton, Beware! (1993)
- 8 The Haunted Palace (1993)
- 9 The Boyfriend Mix-Up (1994)

Summer / Making Waves
- June Dreams (1995)
- July's Promise (1995)
- August Magic (1995)
- Beaches, Boys, and Betrayal (1996)
- Sand, Surf, and Secrets (1996)
- Rays, Romance, and Rivalry (1996)
- Christmas Special Edition (1996)
- Spring Break Reunion (1996)
- Tan Lines: Sand, Surf, and Secrets; Rays, Romance, and Rivalry; Beaches, Boys, and Betrayal (2008)
- Beach Blondes: June Dreams; July's Promise; August Magic (2008)

Everworld
Die deutschen Übersetzungen von Christoph Arndt erschienen im Bertelsmann Verlag, München.
- 1 Search for Senna (1999)
  - Deutsch: Die Suche beginnt. 2000, ISBN 3-570-12588-2. Auch als: Der Kampf beginnt. Bertelsmann-Taschenbuch #30239, 2003, ISBN 3-570-30239-3.
- 2 Land of Loss (1999)
  - Deutsch: Die grausame Gottheit. 2000, ISBN 3-570-12589-0. Auch als: Im Reich des Bösen. Bertelsmann-Taschenbuch #30150, 2004, ISBN 3-570-30150-8.
- 3 Enter the Enchanted (1999)
  - Deutsch: Der Pakt mit dem Zauberer. 2000, ISBN 3-570-12590-4.
- 4 Realm of the Reaper (1999)
  - Deutsch: Im Angesicht des Bösen. 2000, ISBN 3-570-12591-2.
- 5 Discover the Destroyer (2000)
  - Deutsch: Im Dienste des Drachen. 2001, ISBN 3-570-12592-0.
- 6 Fear the Fantastic (2000)
  - Deutsch: Im Land des Ka Anor. 2001, ISBN 3-570-12593-9.
- 7 Gateway to the Gods (2000)
  - Deutsch: Das Tor zu den Göttern. 2001, ISBN 3-570-12594-7.
- 8 Brave the Betrayal (2000)
  - Deutsch: Der Opfergott. 2001, ISBN 3-570-12595-5.
- 9 Inside the Illusion (2000)
  - Deutsch: Im Innern der Illusion. 2001, ISBN 3-570-12596-3.
- 10 Understand the Unknown (2000)
- 11 Mystify the Magician (2001)
- 12 Entertain the End (2001)

Remnants
- 1 The Mayflower Project (2001)
- 2 Destination Unknown (2001)
- 3 Them (2001)
- 4 Nowhere Land (2002)
- 5 Mutation (2002)
- 6 Breakdown (2002)
- 7 Isolation (2002)
- 8 Mother, May I? (2002)
- 9 No Place Like Home (2002)
- 10 Lost and Found (2003)
- 11 Dream Storm (2003)
- 12 Aftermath (2003)
- 13 Survival (2003)
- 14 Begin Again (2003)

Roscoe Riley Rules
- Never Glue Your Friends to Chairs (2008)
- Never Swipe a Bully's Bear (2008)
- Don't Swap Your Sweater for a Dog (2008)
- Never Swim in Applesauce (2008)
- Don't Tap-Dance on Your Teacher (2009)
- Never Walk in Shoes That Talk (2009)
- Never Race a Runaway Pumpkin (2009)
- Don't Eat A Hula Hoop (2018)

Eve and Adam
- 1 Eve & Adam (2012, mit Michael Grant)
  - Deutsch: Eve & Adam. Übersetzt von Wolfram Ströle. Ravensburger Buchverlag, Ravensburg 2014, ISBN 978-3-473-40104-8.
- Love Sucks and Then You Die (2013, mit Michael Grant)

Endling
- 1 The Last (2018)
  - Deutsch: Endling – die Suche beginnt. Übersetzt von Herbert Günther und Ulli Günther. dtv, München 2020, ISBN 978-3-423-64062-6.
- 2 The First (2019)

### Einzelromane
- Listen to my Heart (1996)
  - Deutsch:  Sei cool, Christopher! Übersetzt von Ellen Würtenberger. Ravensburger Taschenbuch #8051, 1997, ISBN 3-473-58051-1.
- Sharing Sam (2004)
  - Deutsch: Geteilte Liebe. Übersetzt von Lothar Schneider. Ravensburger Taschenbuch #8048, 1997, ISBN 3-473-58048-1.
- Home of the Brave  (2007)
- The One and Only Ivan (2012, mit Patricia Castelao (Ill.))
  - Deutsch: Der unvergleichliche Ivan. Katherine Applegate. Übersetzt von Ingrid Ickler. Knesebeck, München 2014, ISBN 978-3-86873-694-6.
- Crenshaw (2015)
  - Deutsch: Crenshaw : Einmal schwarzer Kater. Übersetzt von Brigitte Jakobeit. Sauerländer, Berlin 2016, ISBN 978-3-7373-5427-1.
- Wishtree (2017, mit Charles Santoso)
  - Deutsch: Baum der Wünsche. Übersetzt von Katrin Fischer. Ueberreuter Verlag, Berlin 2018, ISBN 978-3-7641-9224-2 (E-Book).
- The One and Only Bob (2020)

### Sammlung
- Fantastic Tales for Boys (2006, Sammelausgabe; mit Kathryn Lasky und Emily Rodda)